# Alexander Hysén
Glenn Alexander Norberg-Hysén, född 12 maj 1987 i Göteborg, är en svensk före detta fotbollsmålvakt.
Alexander Hysén är son till fotbollsspelaren Glenn Hysén, bror till Anton Hysén och halvbror till Tobias Hysén. 

## Karriär
Hysén började spela fotboll i Torslanda IK. Han bytte klubb till BK Häcken och tillhörde från 2006 lagets A-trupp. Han spelade två allsvenska matcher under säsongen 2006 då laget slutade på kvalplats och förlorade kvalmötet med IF Brommapojkarna. Under säsongen 2007 stod han i Häckens mål i 18 ligamatcher. Under säsongen 2008 var han andremålvakt och fick ingen speltid. 2009 skrev han på ett tvåårskontrakt för GIF Sundsvall. Inför säsongen 2010 lånades han ut från GIF Sundsvall till Östersunds FK i Norrettan. 
2012 spelade Hysén för division 5-klubben FK Kozara, där han som utespelare gjorde fem mål 10 matcher.

## Seriematcher
- 2010: 21
- 2009: 1
- 2008: 0
- 2007: 18
- 2006: 2
- 2005: 0